# Faissal El Bakhtaoui
Faissal El Bakhtaoui (* 8. November 1992 in Saint-Tropez) ist ein französisch-marokkanischer Fußballspieler.

## Karriere
Faissal El Bakhtaoui wurde als Sohn marokkanischer Eltern im französischen Saint-Tropez geboren. Er begann seine Karriere bei Racing Club de la Baie. Im Juli 2012 unterschrieb der Stürmer einen Vertrag beim schottischen Drittligisten Dunfermline Athletic. Mit den Pars gewann er in der Saison 2015/16 die Meisterschaft in der 3. Liga und wurde mit 22 Treffern Torschützenkönig. Im August 2016 wechselte der 23-jährige El Bakhtaoui zum schottischen Erstligisten FC Dundee.

## Erfolge
mit Dunfermline Athletic:
- Scottish League One: 2016
- Torschützenkönig: Scottish League One 2016